# 錫耶納猶太會堂

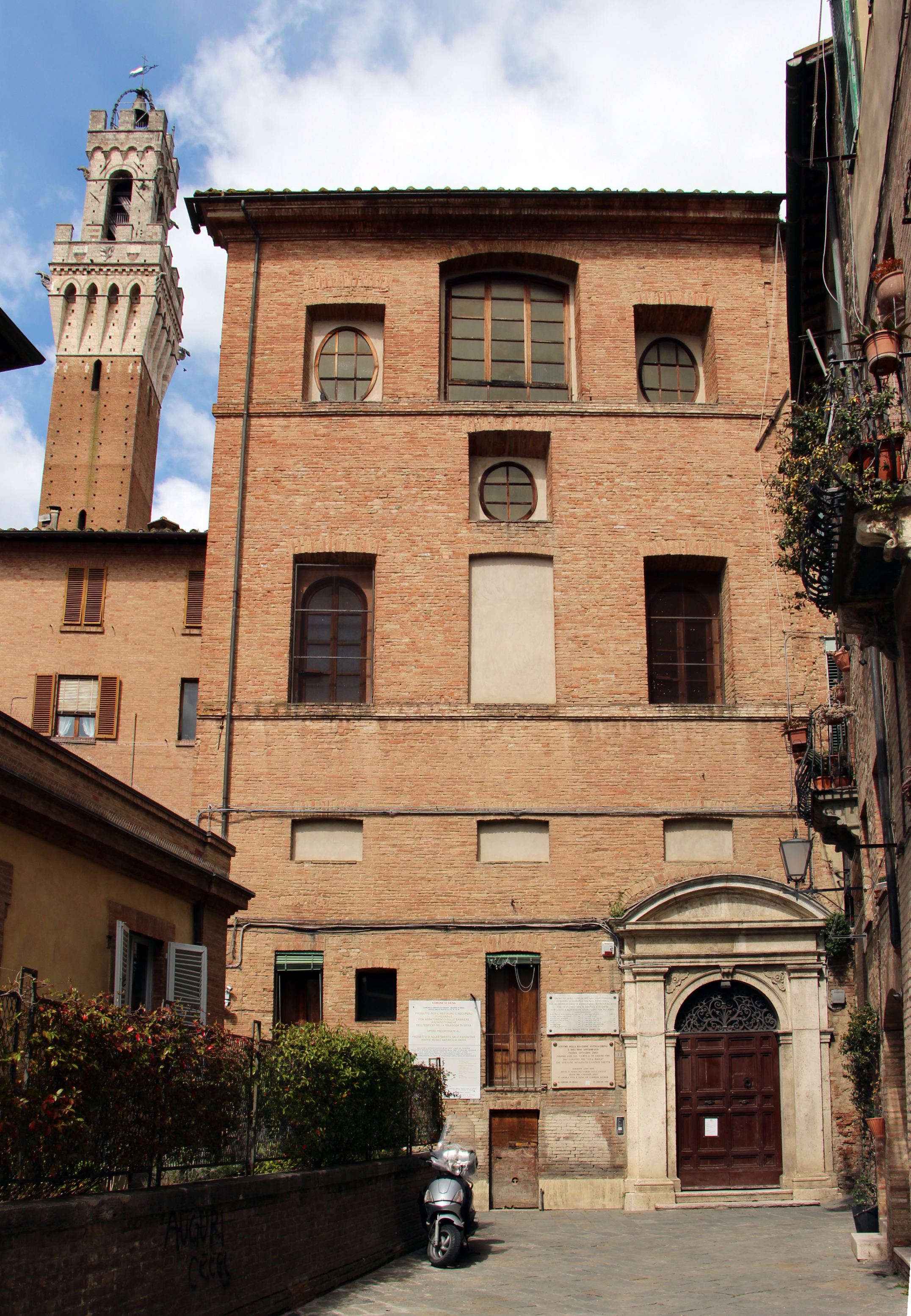
錫耶納猶太會堂

錫耶納猶太會堂（Sienna synagogue）是意大利锡耶纳的一座猶太會堂。
从14世纪开始，锡耶纳就有一个庞大的犹太社区。1571 年，美第奇家族将犹太人的居住地限制在一个明确的街区（或者更确切地说：贫民区），正是在这个街区，一座犹太教堂建在非常靠近田野广场的斯科特小巷（Vicole dell Scotte）上。
现在的犹太教堂建于1786年，位于旧教堂旧址上。那个时代的犹太人被禁止建造从街道上可以辨认出来的礼拜堂，所以这座四层楼教堂的石头立面很朴素，类似于附近的住宅楼。但它拥有精致的新古典主义内饰，高耸的巴洛克式天花板上有一块巨大的十诫石碑，镶嵌在云彩中。建筑三楼和四楼的两层阳台可以透过精致的巴洛克式栅栏看到房间内的景色。家具以意大利犹太社区历史风格摆设，牧师讲坛（bimah）位于正中。妥拉柜（Torah Ark，用于存放经书）由大理石制成，并伴有大理石柱子，柱顶几乎与房间一样高。
建筑师为佛罗伦萨的 Giuseppe del Rosso，以及Niccolo Ianda 和 Pietro Rossi。
该犹太会堂以及同样幸存下来的锡耶纳犹太公墓，都对游客开放。